# Light of the Stable
Light of the Stable is het eerste kerstalbum van Emmylou Harris. Het werd oorspronkelijk uitgebracht in 1979 door Warner Bros. Records, maar heeft sindsdien verschillende releases gekend. De Warner-uitgave uit 1992 was een geremasterde versie van het origineel met een andere albumhoes. De nieuwste editie werd in 2004 uitgebracht door Rhino Records. Het bevat drie nieuw opgenomen nummers naast geremasterde versies van de tien originele nummers. De platenhoes is afkomstig van de oorspronkelijke 45-toeren-singleversie van "Light of the Stable" uit 1975. De titelsong bevatte samenzang met Neil Young, Dolly Parton en Linda Ronstadt.